# Treinstations in Nador

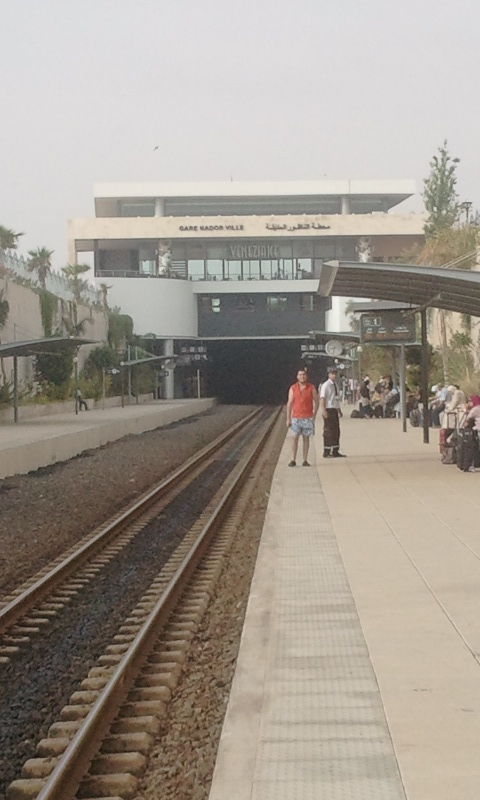
Nador Ville vanaf spoor 1
tunnel begint onder hoofdgebouw

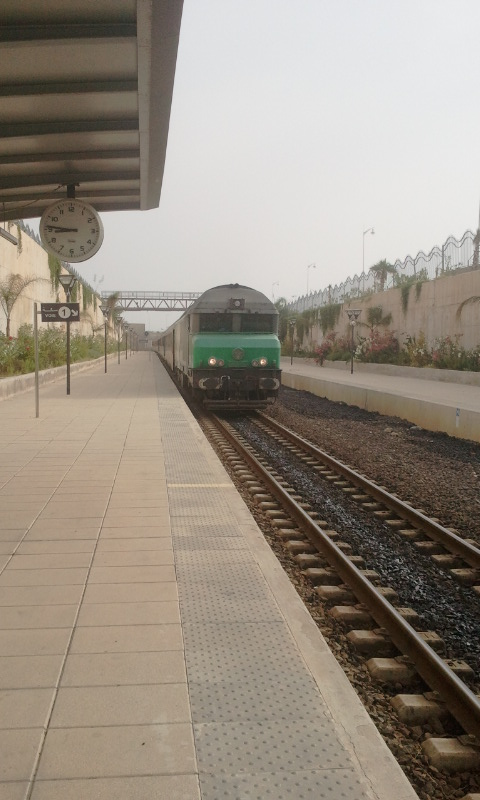
Trein naar Fez komt aan vanuit Nador Port
zie ook dat er langs spoor 2 geen rails liggen

Nador, een stad in Marokko, heeft twee treinstations: Nador Ville is het voornaamste station en het tweede station is Nador-Zuid welke formeel net buiten de stadsgrens van de stad zelf ligt. Voorbij Nador zijn er nog de stations van Beni Ansar: te weten Beni Ansar Ville en Beni Ansar Port (ook wel Beni Nsar). Deze laatste wordt in de volksmond ook wel Gare Nador Port (station Haven van Nador) genoemd wordt omdat het eindstation van de spoorlijn op loopafstand van deze (veer)haven ligt.

De Nationale spoorwegmaatschappij ONCF is, zoals bij elk station, de exploitant.

## Stations van Nador
Er zijn een aantal stations die tot de Stations van Nador gerekend worden:
- Nador Port of Beni Ansar Port: terminus bij de Haven van Nador

- Beni Ansar Ville

- Nador Ville - station in het centrum van Nador. Hier komt het spoor weer boven de grond, al is het eerste stuk na Nador-Ville nog wel verdiept aangelegd.
- Nador Sud ofwel Station Nador-Zuid: direct buiten de stadsgrens van Nador: het perron eindigt ter hoogte van de aanduiding Commune de Nador.Vanaf Nador-Sud zakt het spoor en binnen 500 meter rijdt de trein de tunnel door de stad in.

## Ondergrondse spoorlijn
Het station Nador Ville is het centrale station van Nador en geeft toegang tot de enige spoorlijn door de stad. Het station werd op 10 juli 2009 geopend door Koning Mohammed VI, gelijktijdig met het openen van Nador Sud en het spoortraject naar Taourirt.
Binnen de stadsgrenzen van Nador is de spoorlijn ondergronds aangelegd: het spoor ligt verdiept maar open vanaf Nador Haven tot aan Nador Ville en vanaf het stationsgebouw tot aan de stadsgrens vlak bij Nador Sud loopt het spoor in de tunnel. Tussen 2006 en de oplevering van de lijn in 2009 veroorzaakte de aanleg van dit spoortunneltraject flink wat verkeersoverlast omdat het traject grotendeels loopt onder een van de belangrijkere ontsluitingswegen van Nador en vlak bij Nador-Ville onder de hoofdstraat van Nador welke deel uitmaakt van de N16/N19: de hoodroute langs de Middellandsezee kust richtin Melilla. Het verkeer moest gebruikmaken van tijdelijke hulpwegen, versmalde trajecten en omleggingen. Bovendien veroorzaakte de bouw zelf ook nogal wat verkeer dat ook gebruik moest maken van de getroffen wegen.

De tunnel is voorbereid voor dubbel-spoor: het station Nador-Ville heeft zelfs al twee genummerde perrons, maar langs perron 2 ligt geen rails.

## Verbinding met het hoofdnet
De lijn Taourirt–Nador sluit aan op het hoofdnet in de eerstgenoemde stad, die in het Rifgebergte ligt. Reizigers kunnen daar overstappen op de landelijke oost-westverbinding om te reizen naar Oujda in het oosten, of in westelijke richting naar Fez, Meknes, Rabat en Casablanca.
Dagelijks vertrekken er drie treinen naar Taourirt, die daar aansluiting bieden op treinen naar de belangrijkste steden in het land. Er vertrekt een trein om ongeveer 08:15, één rond 12:00 uur en een avondtrein om 20:00 uur die aansluit op de nachttreinen met couchettes en slaaprijtuigen. Arriveren in Nador kan om ongeveer 06:00, 08:15, 17:00 en 22:15.
Een jaar na de opening van de lijn gaf de exploitant van het netwerk, de ONCF, extra aandacht aan de nieuwe verbindings-mogelijkheden tussen Nador en Casablanca. Acht treinen per dag geven verbinding via Fez met Casablanca, Tanger, Rabat en zelfs Marrakesh. Twee treinen per dag geven directe verbinding met Casablanca, twee treinen rijden naar Tanger, twee eindigen in Fez en ten slotte zijn er twee treinen naar Taorirt die aansluiting met Fez, Rabat en Casablanca (in Taorirt biedt de trein aansluiting op de trein van Oujda naar Casablanca).
Een voorbeeld is de nachttrein vanuit Casablanca (vertrek 19:45) via Fez (v: 0:15) met aankomst Nador om 06:00 uur. En andersom vertrek Nador om 19:43 met aankomst Casablanca om 06:00 (of v:17:45 voor aankomst in Tanger om 07:00).
Extra diensten als slaapcoupés of couchettes zijn ook beschikbaar.

De reis naar Taourirt duurt net geen twee uur en verbindt Nador ook met tussenliggende plaatsen als Selouane, Hassi Berkane en Oulad Babou. De reis naar Casablanca (station Casa-Voyageurs) duurt ongeveer 12 uur.

## Constructie
De bouw van het 117 km lange traject kostte ongeveer 1776 miljoen dirham (ongeveer € 180 miljoen). De gemiddelde kilometerprijs komt daarmee uit op ruim 15 miljoen dirham. De bouwkosten waren relatief hoog omdat het traject door de flanken van het Rifgebergte loopt, beginnend op zo'n 400 meter boven zeeniveau en eindigend op 0 meter. Ook de aanleg van het ondergrondse traject in Nador verhoogde de totale bouwkosten.

### Vertrek- en aankomststaat Nador Ville[4]
| Vertrek Nador      | Taorirt   | Fez   | Casablanca | Aankomst Tanger |
| ------------------ | --------- | ----- | ---------- | --------------- |
| 08:43              | 10:27     | 14:40 | 18:45      | n/a             |
| 12:28              | 14:12     | 18:30 | 22:45      | n/a             |
| 17:43 (†)          | -         | 01:00 | -          | 07:00           |
| 18:43 (†)          | -         | 01:00 | 06:15      | n/a             |
| Vertrek Casablanca | Tanger    | Fez   | Taorirt    | Aankomst Nador  |
| 19:45 (†)          | -         | 00:15 | -          | 06:00           |
| -                  | 21:35 (†) | 02:30 | 07:45      | 09:32           |
| 06:15              | -         | 10:35 | 15:20      | 17:03           |
| 13:15              | -         | 17:15 | 21:30      | 23:13           |

Noot (†): Nachttrein met slaapvoertuigen en couchettes